# Observatoire du Teide
L'observatoire du Teide (Observatorio del Teide en espagnol) est un observatoire astronomique situé sur le Teide, sur l'île de Tenerife (îles Canaries), et géré par l'Institut d'astrophysique des Canaries.
Ouvert en 1964, il devint l'un des plus grands observatoires internationaux, attirant les télescopes de différents pays à travers le monde à cause des bonnes conditions de seeing. Ensuite, l'implantation des nouveaux télescopes optiques se déplaça vers l'observatoire du Roque de los Muchachos sur l'île de La Palma.

## Télescopes

### Télescopes solaires

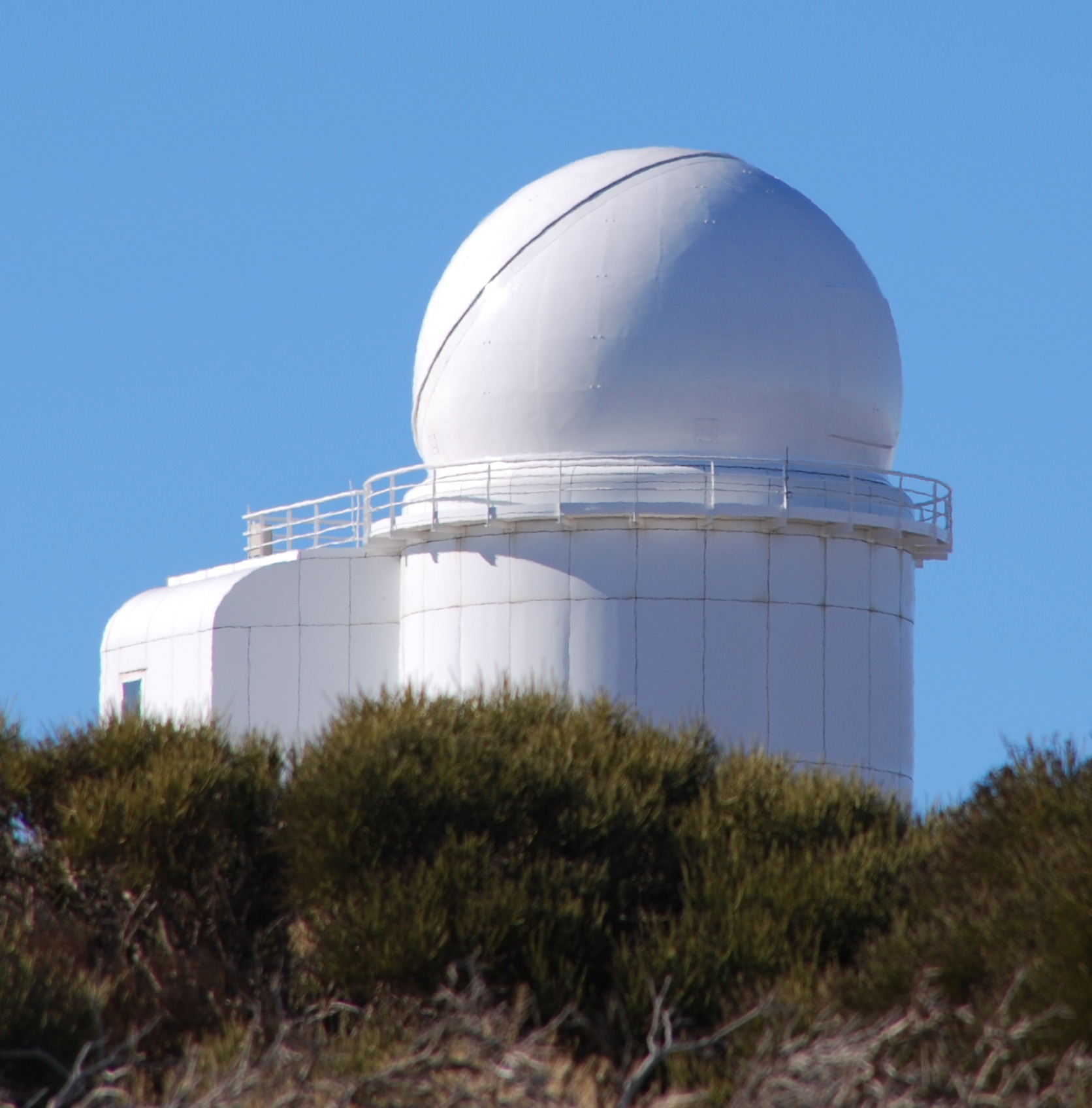
THÉMIS.

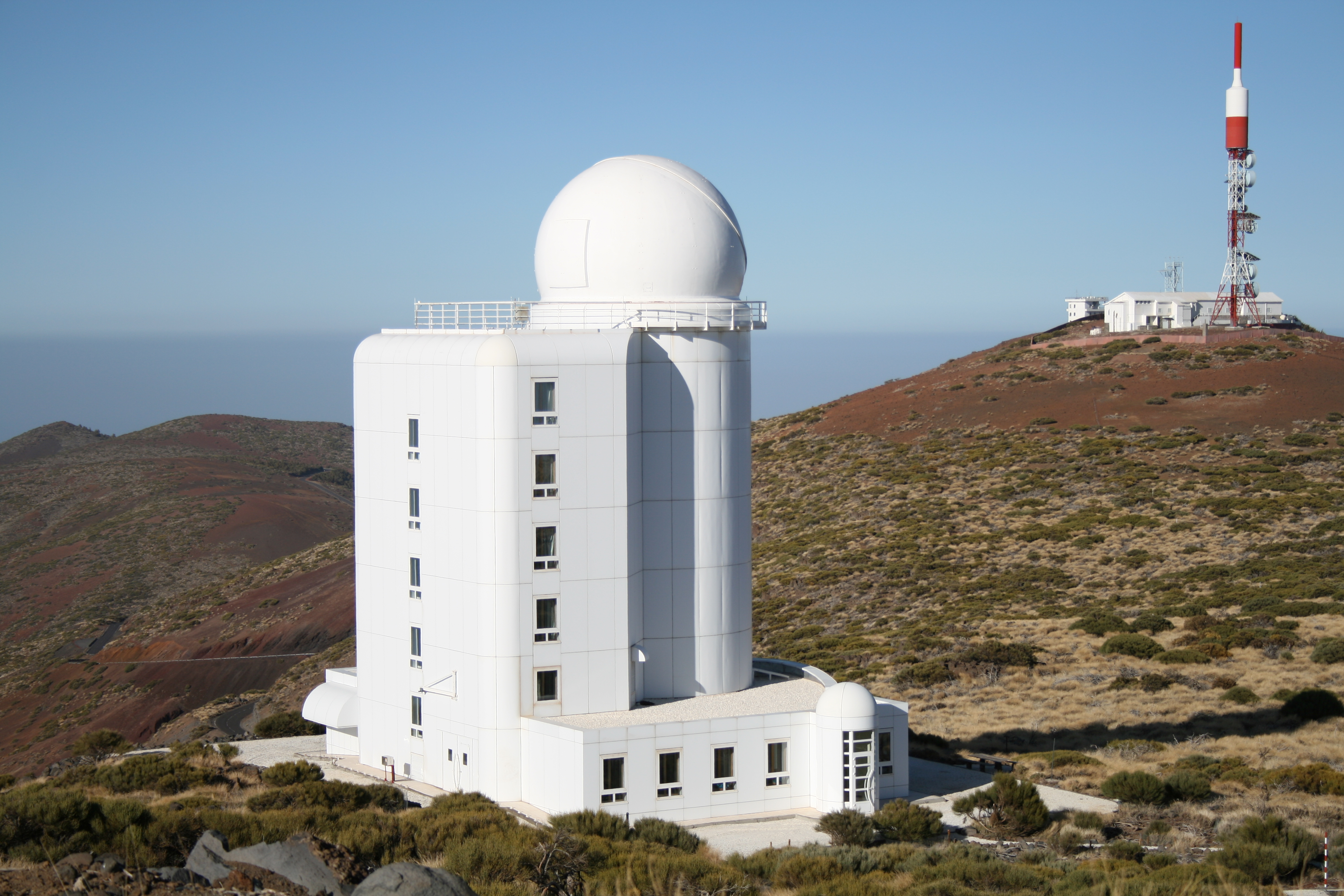
THÉMIS.

- Télescope solaire GREGOR : 1,5 m, géré par un consortium allemand. En service depuis mai 2012[2].
- Télescope solaire THÉMIS : 90 cm de diamètre, construit en 1996, géré par l'Italie et la France[3].
- Télescope solaire Vacuum Tower Telescope (VTT) : 70 cm de diamètre. Géré par le Kiepenheuer-Institut für Sonnenphysik (KIS), Fribourg en Allemagne. Installé en 1989.
- Un nœud du Birmingham Solar Oscillations Network (en) (BiSON), géré par l'université de Birmingham au Royaume-Uni.
- un des six nœuds du réseau GONG (en)

### Télescopes nocturnes
- Télescope Carlos Sánchez (TCS) : 152 cm de diamètre, installé par le Royaume-Uni en 1971
- Télescopes robotisés (STELLA I et STELLA II) : 120 cm de diamètre, STELLA est l'abréviation de STELLar Activity, géré par l'Institut Leibniz d'astrophysique de Potsdam (AIP), en collaboration avec l'IAC, mis en service en 2006.
- Télescope OGS : un mètre de diamètre, station optique au sol de l'Agence spatiale européenne pour les communications par satellite, construit en 1998.
- SPECULOOS nord (SNO), télescopes de 1 m, premier télescope installé en 2019.
- Télescope IAC-80 : 80 cm de diamètre, géré par l'IAC, installé en 1991.
- Télescope Mons : 50 cm de diamètre, géré par l'université de Mons (Belgique), construit en 1972.
- Bradford Robotic Telescope (en) : télescope de 35 cm pour l'enseignement.
- SLOOH : sept télescopes robotisés US, installés à partir 2004[4]
- Télescope STARE : 10 cm de diamètre, abréviation de Stellar Astrophysics & Research on Exoplanets.

### Radiotélescopes pour l'étude du fond diffus cosmologique
- L'interféromètre à 33 GHz.
- L'expérience COSMOSOMAS (10 et 15 GHz).
- Le Very Small Array (VSA : interféromètre quatorze éléments à 30 GHz).

## Climat
| Mois                                  | jan.      | fév.      | mars      | avril     | mai       | juin      | jui.      | août      | sep.      | oct.      | nov.      | déc.      | année     |
| ------------------------------------- | --------- | --------- | --------- | --------- | --------- | --------- | --------- | --------- | --------- | --------- | --------- | --------- | --------- |
| Température minimale moyenne (°C)     | 1,1       | 1,3       | 2,7       | 3,5       | 5,8       | 9,9       | 14        | 13,8      | 10,4      | 6,9       | 4,5       | 2,4       | 6,4       |
| Température moyenne (°C)              | 4,3       | 4,7       | 6,4       | 7,6       | 10,1      | 14,4      | 18,5      | 18,2      | 14,5      | 10,6      | 7,8       | 5,6       | 10,2      |
| Température maximale moyenne (°C)     | 7,5       | 8         | 10,2      | 11,8      | 14,5      | 18,9      | 23        | 22,6      | 18,6      | 14,3      | 11,1      | 8,8       | 14,1      |
| Record de froid (°C) date du record   | −8 1945   | −9,8 1971 | −9,1 1921 | −8,2 1954 | −5,1 1934 | −1,4 1961 | −0,2 1982 | 1,2 1952  | 0 1970    | −1,9 2012 | −5 1924   | −6,8 1944 | −9,8 1971 |
| Record de chaleur (°C) date du record | 18,3 2010 | 19,9 1987 | 22 1969   | 23 1966   | 26 2001   | 27,7 2008 | 30,4 1995 | 29,6 1988 | 27,2 1966 | 24,6 2019 | 20,8 1999 | 20,1 2015 | 30,4 1995 |
| Nombre de jours avec gel              | 12,3      | 10,3      | 9         | 6,5       | 2,8       | 0         | 0         | 0         | 0         | 0,6       | 3,8       | 8,3       | 53,6      |
| Ensoleillement (h)                    | 226       | 223       | 260       | 294       | 356       | 382       | 382       | 358       | 295       | 259       | 220       | 218       | 3 473     |
| Précipitations (mm)                   | 47        | 67        | 58        | 18        | 7         | 0         | 0         | 5         | 13        | 37        | 54        | 60        | 392       |
| Nombre de jours avec précipitations   | 4,5       | 4         | 4,1       | 2,7       | 1,1       | 0,2       | 0,1       | 0,5       | 1,6       | 3,7       | 4,4       | 5,6       | 33,4      |
| Humidité relative (%)                 | 50        | 54        | 48        | 45        | 40        | 32        | 25        | 30        | 43        | 55        | 54        | 52        | 44        |
| Nombre de jours avec neige            | 2,4       | 2,5       | 2,1       | 0,6       | 0,2       | 0         | 0         | 0         | 0         | 0,2       | 0,6       | 1,6       | 10,2      |
| Nombre de jours d'orage               | 0,4       | 0,4       | 0,5       | 0,2       | 0         | 0         | 0,1       | 0,1       | 0,4       | 0,3       | 0,3       | 0,3       | 3,4       |

| Diagramme climatique                                  |        |           |           |          |          |       |           |            |           |           |          |
| J                                                     | F      | M         | A         | M        | J        | J     | A         | S          | O         | N         | D        |
| 7,51,147                                              | 81,367 | 10,22,758 | 11,83,518 | 14,55,87 | 18,99,90 | 23140 | 22,613,85 | 18,610,413 | 14,36,937 | 11,14,554 | 8,82,460 |
| Moyennes : • Temp. maxi et mini °C • Précipitation mm |        |           |           |          |          |       |           |            |           |           |          |